# Antonio Bacci
Antonio Bacci (4 de setembro de 1885 - 20 de janeiro de 1971) foi um cardeal italiano da Igreja Católica Romana. Ele serviu como Secretário de Briefs para Princes de 1931 a 1960, quando foi elevado ao cardinalato pelo Papa João XXIII. Ele é talvez mais conhecido por seu papel na intervenção Ottaviani.

## Biografia
Bacci nasceu em Giugnola, perto de Florença, e foi ordenado sacerdote em 9 de agosto de 1909. De 1910 a 1922, atuou como professor e diretor espiritual do seminário em Florença. Bacci então entrou na Secretaria de Estado do Vaticano em 1922 como especialista em latim. Ele foi elevado ao posto de Honorário Chamberlain de Sua Santidade em 15 de março de 1923, e nomeado Secretário de Briefs para Princes em 1931. Durante seu mandato de 31 anos como Secretário, ele preparou o texto em latim de documentos importantes do Vaticano durante os reinados de Pio XI, Pio XIIe João XXIII. Antes do conclave papal de 1958, ele pediu "um santo Papa" que poderia "ser uma ponte entre o céu e a terra ... entre as classes sociais ... [e] uma ponte entre as nações, mesmo aquelas que rejeitar e perseguir a religião cristã ".
João XXIII criou-o cardeal-diácono de Sant'Eugenio no consistório de 28 de março de 1960. O cardeal Bacci foi posteriormente nomeado arcebispo titular de Colônia na Capadócia em 5 de abril de 1962 e recebeu sua consagração episcopal no dia 19 de abril de João XXIII. Cardeais Giuseppe Pizzardo e Benedetto Aloisi Masella servindo como co-consagradores. Frequentou o Concílio Vaticano II de 1962 a 1965 e participou do conclave papal de 1963 que elegeu o papa Paulo VI.
Um dos principais especialistas latinos do Vaticano, Bacci opôs-se fortemente à introdução do vernáculo na missa. No que ficou conhecido como Intervenção Ottaviani, o então Bacci de 84 anos, juntamente com Alfredo Ottaviani, de 79 anos, enviou ao papa Paulo VI, com uma carta curta de si mesmos, um estudo de um grupo. de teólogos sob a direção do Arcebispo Marcel Lefebvre criticando o projeto de Ordem de Missa da revisão do Missal Romano. Em sua carta, os dois cardeais disseram que o estudo mostrou que a nova Ordem da Missa "representa, como um todo e em seus detalhes, um surpreendente afastamento da teologia católica da Missa, como foi formulada na Sessão 22 do Conselho de Trent ... ao qual, no entanto, a consciência católica está vinculada para sempre. Com a promulgação do Novus Ordo, o católico fiel é, portanto, confrontado com uma alternativa mais trágica ". Entre as publicações de Bacci estava o Lexicon Eorum Vocabulorum Quae Difficilius Latine Redduntur, um dicionário de termos modernos em latim; ele inventou palavras como gummis salivaria ("goma de mascar"), barbara saltatio ("a reviravolta") e diurnarius scriptor (" Esta foi uma referência padrão para escritores do latim moderno, especialmente no Vaticano, até que foi substituída pelo Lexicon Recentis Latinitatis.

Bacci morreu na Cidade do Vaticano, aos 85 anos. Ele está enterrado em sua terra natal, Giugnola, perto de Florença.